# Gaëtan de la Boëssière-Thiennes
Gaëtan Marc Antoine Marie Ghislaine de la Boëssière-Thiennes (Brussel, 25 januari 1843 - Lombise, 4 september 1931) was een Belgisch edelman.

## Geschiedenis
- In 1599 en 1669 werd adelsbevestiging verleend in Bretagne aan een de la Boëssière.
- In 1863 werd door keizer Napoleon III de titel markies toegekend aan Marc-Antoine de Boëssière-Lennuic.

## Biografie
Gaëtan de la Boëssière-Thiennes was burgemeester van Lombise en doctor in de wijsbegeerte en letteren. Hij was lid van de Wetenschappelijke Raad van Brussel en de beheerraad van de Katholieke Universiteit Leuven.
Hij was een telg uit het geslacht de la Boëssière-Thiennes. Hij was een zoon van markies Marc-Antoine de Boëssière-Lennuic en gravin Francesca de Thiennes de Lombise. In 1868 kreeg hij vergunning, als afstammeling van de laatste graaf de Thiennes, om Thiennes aan de familienaam toe te voegen. In 1885 werd hij ingelijfd in de Belgische adel met de titel markies, overdraagbaar bij eerstgeboorte, en met de titel graaf voor de overige mannelijke afstammelingen.
Hij trouwde in 1869 in Brussel met gravin Louise de Lannoy (1845-1923), dochter van graaf Gustave de Lannoy, burgemeester van Anvaing, provincieraadslid van Henegouwen en volksvertegenwoordiger. Ze kregen drie zoons en drie dochters.
- Françoise de la Boëssière-Thiennes (1872-1951), trouwde in 1890 in Schilde met baron Gaston van de Werve de Schilde (1867-1923), gouverneur van Antwerpen, zoon van baron Henri van de Werve de Schilde, burgemeester van Schilde. Het huwelijk bleef kinderloos.
- Antoine de la Boëssiere-Thiennes (1873-1920), infanterieluitenant, trouwde in 1908 in Parijs met Amicie Louys de La Grange (1887-1937), kleinzoon van Alexis de La Grange. Ze kregen twee zoons.
  - Marc de la Boëssière-Thiennes (1911-1962), burgemeester van Lombise en lid van de Koninklijke Commissie voor Monumenten en Landschappen, trouwde in 1938 in Lives-sur-Meuse met gravin Renée Carton de Wiart (1918-2013), burgemeester van Lombise, dochter van graaf Edmond Carton de Wiart, advocaat, hoogleraar aan de Katholieke Universiteit Leuven en kabinetschef van koning Leopold II. Met zijn dood is de mannelijke lijn van deze familie uitgedoofd.
- Charlotte de la Boëssiere-Thiennes (1875-1959), religieuze bij de Reguliere Kanunniken van Lateranen.
- Gaëtan de la Boëssiere-Thiennes (1881-1930), consulair ambtenaar in Montana. Hij bleef vrijgezel.
- Élisabeth de la Boëssiere-Thiennes (1885-1982), trouwde in 1907 in Brussel met markies Victor de La Bourdonnaye-Blossac (1883-1943), burgemeester van Carentoir, zoon van markies Arthur de La Bourdonnaye-Blossac, burgemeester van Goven. Ze kregen een zoon en zeven dochters, met afstammelingen tot heden.